# Beatriz de Sicilia
Beatrix de Sicilia o Beatrice di Sicilia (Palermo, 1260-Marquesado de Saluzzo, 1307) fue una princesa siciliana, hija del Rey Manfredo de Sicilia y su mujer Helena Angelina Ducaina. En 1296 se convirtió en Marquesa consorte de Saluzzo.
Después de la batalla de Benevento (26 de febrero de 1266) y la muerte de su padre, Beatriz fue encarcelada en Nápoles junto con su familia por Carlos de Anjou. Recuperó su libertad sólo en 1284, después de la Batalla del Golfo de Nápoles, gracias a su cuñado Pedro III de Aragón.
En 1286 Beatriz se casó con Manfredo IV de Saluzzo, hijo de Tomás I de Saluzzo. En 1296, tras la muerte de Tomás alcanzó el título de Marquesa consorte.
Falleció en 1307

## Descendencia
Manfred y Beatriz tuvieron dos hijos:
- Federico I de Saluzzo.
- Catalina de Saluzzo. Casada con William Enganna, Señor del Barge.

## Lecturas
- Memorie storico-diplomatiche appartenenti alla città ed ai marchesi di Saluzzo, Volumen 2